# Brooke Pratley
Brooke Pratley (ur. 6 kwietnia 1980 w Goulburn) – australijska wioślarka, wicemistrzyni olimpijska, mistrzyni świata.

## Osiągnięcia
- Mistrzostwa Świata – Eton 2006 – czwórka podwójna – 1. miejsce[2].
- Mistrzostwa Świata – Monachium 2007 – czwórka podwójna – 7. miejsce[2].
- Igrzyska Olimpijskie – Pekin 2008 – ósemka – 6. miejsce[2].
- Mistrzostwa Świata – Hamilton 2010 – czwórka podwójna – 4. miejsce[2].
- Mistrzostwa Świata – Bled 2011 – czwórka podwójna – 4. miejsce[2].
- Igrzyska Olimpijskie – Londyn 2012 – dwójka podwójna – 2. miejsce[2].